# Bohemiellina flavipennis
Bohemiellina flavipennis är en skalbaggsart som först beskrevs av Cameron 1921.  Bohemiellina flavipennis ingår i släktet Bohemiellina, och familjen kortvingar. Arten är reproducerande i Sverige.